# Chất nhận electron
Chất nhận electron là một thực thể hóa học nhận các electron được chuyển đến từ một hợp chất khác. Chất nhận electron là chất oxy hóa.
Khả năng nhận electron của một chất nhận electron được đo bằng thế khử của nó.
Trong trường hợp đơn giản nhất, chất nhận electron bị giảm đi một electron. Quá trình này có thể làm thay đổi đáng kể cấu trúc của chất nhận. Khi electron được thêm vào bị dịch chuyển mạnh, có thể sẽ rất khó nhận thấy được hậu quả về mặt cấu trúc của quá trình khử. Khoảng cách C-C trung tâm trong chất nhận electron tetracyanoethylene kéo dài từ 135 đến 143 pm khi nhận một electron. Trong quá trình hình thành một số phức hợp cho-nhận, có ít hơn một electron được chuyển giao.

## Sinh học

Paraquat đóng vai trò là chất nhận electron, gây rối loạn quá trình hô hấp ở thực vật.

Trong sinh học, thuật ngữ chất nhận electron cuối cùng đề cập đến hợp chất cuối cùng nhận được một electron trong chuỗi vận chuyển electron, ví dụ như oxy trong quá trình hô hấp tế bào hoặc cofactor cuối cùng nhận electron trong miền chuyển electron của trung tâm phản ứng trong quá trình quang hợp. Tất cả sinh vật đều thu nhận năng lượng bằng cách chuyển electron từ chất cho electron sang chất nhận electron.
Một minh họa thực tế về vai trò của chất nhận electron trong sinh học là độc tính cao của paraquat. Hoạt động của loại thuốc diệt cỏ phổ rộng này là kết quả của tính chất chấp nhận electron của N,N'-dimethyl-4,4'-bipyridinium.

## Khoa học vật liệu
Trong một số loại pin mặt trời, dòng điện quang là thứ dẫn đến sự chuyển electron từ chất cho sang chất nhận electron.